# Звездните рейнджъри
Вижте пояснителната страница за други значения на Звездните рейнджъри.
Звездните рейнджъри е научнофантастичен роман на американския писател фантаст Робърт Хайнлайн, написан през 1959 година.
Романът разказва, от първо лице, историята на младия войник Хуан „Джони“ Рико и службата му в Мобилната пехота, футуристична военна част екипирана с енергийни бронирани костюми. Кариерата му започва като редови войник, по-късно подофицер, а накрая офицер във войната между човечеството и арахнидни същества известни като „Дървениците“. През погледа на героя, Хайнлайн разглежда моралните и философските аспекти на страданието, гражданските добродетели, необходимостта от войната, смъртното наказание и природата на детската престъпност.
„Звездните рейнджъри“ печели награда Хюго за най-добър роман през 1960 г. Книгата поражда дискусии и е критикувана за засегнатите социални и политически теми, и е обвинявана в проповядване на войнолюбие. „Звездните рейнджъри“ е адаптирана в няколко филма и игри, най-известния и критикуван, от които е филма от 1997 г., с режисьор Пол Верховен.